# Liste der Bodendenkmale in Bad Lauterberg im Harz
In der Liste der Bodendenkmale in Bad Lauterberg sind die Bodendenkmale der niedersächsischen Gemeinde Bad Lauterberg im Harz aufgeführt. Die Quelle ist der Denkmalatlas Niedersachsen.
- Bitte beachten Sie, dass diese Liste keinen Anspruch auf Vollständigkeit erhebt.
- Die Angaben ersetzen nicht die rechtsverbindliche Auskunft der zuständigen Denkmalschutzbehörde.
- Es sind nur Daten aus dem Denkmalatlas verarbeitet.
- Der Stand der Liste ist der 13. März 2025.

Bad Lauterberg im Landkreis Göttingen

## Allgemein
In den Spalten finden sich folgende Informationen des Bodendenkmales:
| Lage         | geographische Koordinaten                                                           |
| Bezeichnung  | Bezeichnung lt. Denkmalatlas                                                        |
| Beschreibung | Beschreibung lt. Denkmalatlas                                                       |
| ID           | Objekt-ID                                                                           |
| Bild         | Bild, ggf. zusätzlich mit Link zu weiteren Fotos im Medienarchiv Wikimedia Commons. |

## Bad Lauterberg
| Lage                         | Bezeichnung                               | Beschreibung | ID       | Bild |
| ---------------------------- | ----------------------------------------- | --- | -------- | ---- |
| 51° 37′ 52″ N, 10° 27′ 48″ O | Bad Lauterberg im Harz 5, Burg Lutterberg | Bergkuppe mit ovalem Burgplatz, ca. 30 × 60 m, von tiefem Ringgraben mit Vorwall umgeben. Reste der Ringmauer sind erhalten. Die keramischen Funde belegen eine Nutzungszeit zwischen dem Ende des 12. und dem 13. Jh. | 28943876 | BW   |

## Barbis
| Lage                         | Bezeichnung                    | Beschreibung | ID       | Bild           |
| ---------------------------- | ------------------------------ | --- | -------- | -------------- |
| 51° 36′ 44″ N, 10° 23′ 54″ O | Barbis 1, Landwehr             | Annähernd N-S verlaufendes Landwehrsystem von ca. 1250 m L., Br. zwischen 50 und 75 m. Nördl. Abschnitt (Teilstück AB-DE): Bis zu 4 Wälle, Höhenunterschied Wall-Graben bis zu 3 m. Mittl. Abschnitt (Teilstück JP-MN): Im nördl. Teil 4 Gräben westl. des Wartepodestes, im südl. Teil bis zu 6 Wällen, Höhenunterschied Wall-Graben bis zu 1,5 m. Südl. Abschnitt (Teilstück QZ-VZ): 6–8 Wälle, z.T. beschädigt, Höhenunterschied Wall-Graben bis 0,5 m. - Teilstück ID: 35327510 - Teilstück ID: 35327553 - Teilstück ID: 35327566 | 28943734 | BW             |
| 51° 36′ 51″ N, 10° 24′ 0″ O  | Barbis 2, Barbis-Warte         | Ruine einer Warte des 14./15. Jahrhunderts. (Stolberg) mit rundem Grundriss; äußerer Durchmesser. ca. 5 m, Höhe 10–12 m. 1968 restauriert. Errichtet zum Schutz der Grafschaft Scharzfeld-Lauterberg. | 28943735 | Weitere Bilder |
| 51° 35′ 47″ N, 10° 23′ 15″ O | Barbis 13, Wüstung Königshagen | Wüstung mit mindestens 13 Hauspodesten und Befestigungsanlage. Letztere besteht aus einer Motte mit Wohnturm (später zur Kirche umgebaut) von ca. 25 m Dm., umgeben von einem ca. 1 m tiefen Ringgraben mit ca. 65 m Außendurchmesser. Häuser z.T. ringförmig um den zentralen Bereich angeordnet, z.T. außerhalb der Befestigungsanlage auf separaten Hauspodesten. Die Nutzungszeit liegt zwischen der 1. Hälfte des 12. Jhs. und der 1. Hälfte des 15. Jhs. Urkundlich 1228 als Schenkung des Grafen Burkhardt I von Scharzfeld an das Kloster Pöhlde belegt. 1420 in einer Fehde des Grafen Hohnstein mit seinen Nachbarn neben 6 anderen Orten in der Umgebung zerstört. Die Bewohner sind wahrscheinlich nach Barbis gezogen. | 28943745 | Weitere Bilder |
| 51° 35′ 47″ N, 10° 23′ 15″ O | Barbis 13, Wüstung Königshagen | Teile der Anlage: - ID: 28944934 Befestigung - ID: 28944935 Haus - ID: 28944936 Hofstelle - ID: 28944937 Haus - ID: 28944938 Haus - ID: 28944939 Haus - ID: 28944940 Haus - ID: 28944941 Haus - ID: 28945036 Haus - ID: 28945037 Haus - ID: 28945038 Haus - ID: 28945039 Haus - ID: 28945040 Haus - ID: 28945041 Hofstelle |          | BW             |
| 51° 36′ 6″ N, 10° 23′ 22″ O  | Barbis 16, Nonnenkreuz         | Steinkreuz mit sich verbreiternden Enden. H. über Boden 0,73 m. Oberfläche verwittert. Rechter Arm (Richtung O) halb abgeschlagen. Heute inschriftenlos (Herman Löns soll angeblich noch die Jahreszahl A.D. 1632 auf dem Kreuz gelesen haben). Eine Nonne soll hier erschlagen worden sein, nach einer anderen Deutung soll sie erfroren sein. | 28943748 |                |
| 51° 37′ 45″ N, 10° 24′ 31″ O | Barbis 18, Burg Scharzfels     | Zeigt sich heute als beeindruckende Befestigungsanlage, die aus Ober- und Unterburg besteht. Oberburg auf ca. 110 m langem, bis zu 20 m hohem Dolomitriff, SW-Teil 30 × 50 m groß, nach NO in schmalem Grat auslaufend, der am Ende in natürliche Felstürme aufgespalten ist. Im Winkel zwischen SW-Teil und schmalem Grat der alte Aufgang, zu dem ein 15 m langer und 2 m breiter Tortunnel gehört. Heutiger Zugang zur Oberburg über eine Betontreppe. Im SO ist die Oberburg durch eine Futtermauer mit eingebundenen Entlastungsbögen erweitert. Im NW wird der Hof durch aufsteigende Felswände begrenzt, die oben Reste von Grundmauern einstiger Bebauung (Palas) tragen. Am Übergang von der oberen Plattform zu dem nach NO verlaufenden Grat Reste eines Bergfrieds von 9 m Dm. und 2,5 m Mauerstärke. Der Oberburg im SO vorgelagert ist die Unterburg, die im NO durch zwei aufragende Felstürme geschützt war. An ihrer SO-Seite sind Reste eines Zwingers erkennbar. Die gesamte Anlage (Ober- und Unterburg) wird von einem Graben mit äußerem Vorwall umschlossen. | 28943750 | Weitere Bilder |
| 51° 37′ 10″ N, 10° 24′ 14″ O | Barbis 20, Terrassenäcker      | Terrassenäcker mit bis zu sechs, 6–8 m breiten und jeweils 1,3–4 m hohen Terrassenkanten. | 28943752 | BW             |
| 51° 37′ 9″ N, 10° 24′ 20″ O  | Barbis 21, Steinmal            | Trapezoides Steinmal, natürliche anthropogen überprägte Klippe, Kalkstein, 2–4 m hoch auf der Kante einer Ackerterrasse stehend. | 28943753 | BW             |
| 51° 37′ 3″ N, 10° 24′ 52″ O  | Barbis 23, Abri                | Bis zu 2 m rechtwinklig hervorkragendes Felsdach mit einer Länge von ca. 20 m. Von diesem geht auf dem Grundstück „Am Bühberg“ 3 eine 8 m lange Höhle, bis über 2 m hoch in den Fels. Aufgrund des quadratischen Grundrisses und der Wandmusterung offenbar neu erweitert (im 2. Weltkrieg u.a. als Unterschlupf bei Luftangriffen genutzt). | 28943755 | BW             |
| 51° 36′ 43″ N, 10° 25′ 35″ O | Barbis 29, Lindenstein         | Noch ca. 60 cm obertägig sichtbarer rechteckiger Kreuzstein. Oberteil dachartig verrundet, Br. ca. 55 cm, T. ca. 15 cm. Beidseitig gut erhaltenes Kleeblattkreuz. Material: Kalkstein. Mahnmal-Gedenkstein des hohen Mittelalters. Hochmittelalter (14./15. Jahrhundert). | 28943757 | Weitere Bilder |

## Bartolfelde
| Lage                         | Bezeichnung              | Beschreibung | ID       | Bild |
| ---------------------------- | ------------------------ | --- | -------- | ---- |
| 51° 36′ 33″ N, 10° 27′ 26″ O | Bartolfelde 2, Höhle     | Ca. 3 m in den Fels gehende Höhle an der ehemaligen Schmiedekindsmühle, Höhe ca. 2,5 m, Vorplatz. | 28943853 | BW   |
| 51° 35′ 5″ N, 10° 27′ 37″ O  | Bartolfelde 9, Landwehr  | Von NW nach SO. Breite der parallel zueinander verlaufenden Wälle etwa 20 m. Höhe der einzelnen Wälle etwa 2 m (gemessen vom Mittelgraben), Breite der einzelnen Wälle etwa 7–8 m. Länge der erhaltenen Teile der Landwehr etwa 380 m. Im Mittelabschnitt dieses Teiles auf ca. 140 m Länge sind den 2 Wällen nach SW 2 weitere, jedoch flachere Wälle und Gräben vorgelagert. Breite des Gesamtsystems hier etwa 35 m. - Teilstück ID: 35806790 | 28943861 | BW   |
| 51° 34′ 57″ N, 10° 27′ 52″ O | Bartolfelde 14, Landwehr | Verläuft von SW nach NO auf ca. 120 m Länge, Breite der beiden parallelen Wälle ca. 20 m, Höhe bis 1,5 m. Breite der einzelnen Wälle ca. 7–8 m. - Teilstück ID: 35806971 | 28943866 |      |
| 51° 35′ 0″ N, 10° 27′ 46″ O  | Bartolfelde 16, Hohlweg  | Zwischen den beiden parallel verlaufenden Wällen der Landwehr (Länge 120 m, Breite der Wälle 20 m, Höhe bis 1,5 m) läuft ein Hohlweg in Richtung NNW nach SSO auf ca. 250 m Länge, bis 4 m Breite; im Mittelabschnitt bis zu 2 m Tiefe; nach Süden zu auslaufend. - Teilstück ID: 35806888 | 28943868 |      |